# Poznańska Nagroda Literacka
Poznańska Nagroda Literacka – nagroda literacka fundowana od 2015 roku przez Miasto Poznań i Uniwersytet im. Adama Mickiewicza. Gala wręczenia odbywa się w murach uniwersytetu lub w Centrum Kultury ZAMEK. Autorem identyfikacji wizualnej jest Marcin Markowski.

## Zasady i założenia nagrody
Poznańska Nagroda Literacka (PNL) przyznawana jest corocznie autorom żyjącym za osiągnięcia w dziedzinie literatury (twórczość poetycka, prozatorska, dramatopisarska, przekładowa, eseistyczna, reportażowa, popularyzatorska), które poświadczone są przez wydanie co najmniej jednej książki w okresie trzech lat poprzedzających przyznanie nagrody.
Poznańska Nagroda Literacka jest przyznawana od 2015 roku w dwóch kategoriach:  
- za wybitne zasługi dla polskiej literatury i kultury (Nagroda im. Adama Mickiewicza),

- za znaczący, innowacyjny dorobek w dziedzinie literatury, humanistyki, popularyzacji kultury literackiej (Nagroda – Stypendium im. Stanisława Barańczaka) – nagroda dla autorek i autorów, którzy nie ukończyli 35 roku życia.

Laureatka/laureat Poznańskiej Nagrody Literackiej otrzyma nagrodę pieniężną w wysokości 120 000 zł (Nagroda im. Adama Mickiewicza) oraz 60 000 zł (Nagroda – Stypendium im. Stanisława Barańczaka). Nominowani do Nagrody – Stypendium im. Stanisława Barańczaka otrzymają po 10 000 zł.
Podmiotami upoważnionymi do zgłaszania kandydatów do PNL są m.in.: członkowie Kapituły; przedstawiciele środowisk naukowych; przedstawiciele instytucji kulturalnych; przedstawiciele władz samorządowych; przedstawiciele organizacji pozarządowych; przedstawiciele mediów patronujących nagrodzie, a także inne podmioty.
Kapituła Poznańskiej Nagrody Literackiej ogłasza nominacje do nagrody spośród zgłoszonych autorów. 

## Kapituła Poznańskiej Nagrody Literackiej
- Urszula Glensk (od 2025)[6]
- Inga Iwasiów
- Maciej Jakubowiak (od 2024)[7]
- Bogumiła Kaniewska (do września 2020)[8]
- Magdalena Kicińska[9][10] (od 2022)
- Jarosław Mikołajewski (do 2023)[11]
- Grzegorz Olszański[9][10] (od 2022)
- Piotr Śliwiński (przewodniczący w latach 2015–2021)[12]
- Eugeniusz Tkaczyszyn-Dycki (do 2021)
- Sławomira Wronkowska-Jaśkiewicz (do 2024)
- Szymon Wróbel (do 2021)
- Marcin Jaworski (przewodniczący od 2022)[13]
- Zdzisław Jaskuła (2015)
- Karol Francuzik (sekretarz nagrody od września 2020)[8]

## Nagroda im. Adama Mickiewicza – laureaci
- 2015 – Zbigniew Kruszyński „za twórczy stosunek do językowej materii, za odkrywczy sposób opowiadania, za artyzm prozy, która nie ucieka od języka brutalnego służącego i dobru, i złu, ale nigdy nie przekracza granic dobrego smaku”[14].
- 2016 – Erwin Kruk za „różnorodność nieobecną, choć istniejącą i bardzo realną, zwielokrotnioną i spotęgowaną, bo przecież żegnaną, odprowadzaną wiernie, adekwatnym słowem, do kresu własnego już nieistnienia”[15].
- 2017 – prof. Tadeusz Sławek, który „zasłużył na każdą nagrodę usiłującą oddać szacunek praktyce wolnego życia, będący rozmachem radości i twórczego trwonienia; szacunek praktyce troszczenia się, będący wysiłkiem czujnego, wrażliwego, uzmysławiania sobie swojej odpowiedzialności wobec świata Innych”[16].
- 2018 – Anna Bikont[17] za książkę „Sendlerowa. W ukryciu”, Wydawnictwo Czarne, Wołowiec 2017[18].
- 2019 – Wiesław Myśliwski[19].
- 2020 – Krystyna Miłobędzka[20].
- 2021 – Jan Gondowicz[21][22][23].
- 2022 – Stanisław Rosiek[24][25][26].
- 2023 – Zyta Rudzka[27][28][29][30][31].
- 2024 – Marcin Świetlicki[32][33].
- 2025 – Michał Witkowski[34][35].

## Nagroda – Stypendium im. Stanisława Barańczaka – nominowani
- 2015 – Katarzyna Gondek, Paweł Mościcki, Kira Pietrek.
- 2016 – Magdalena Kicińska, Jakub Małecki, Marta Olesik.
- 2017 – Anna Cieplak, Jacek Hajduk, Małgorzata Lebda.
- 2018 – Szczepan Kopyt[36], Ilona Witkowska[37], Wiktor Marzec[38].
- 2019 – Tomasz Bąk, Mira Marcinów, Dawid Szkoła.
- 2020 – Monika Glosowitz[39], Agnieszka Pajączkowska[40], Joanna Żabnicka[41][42].
- 2021 – Urszula Honek, Igor Jarek, Katarzyna Szweda[43].
- 2022 – Anna Dżabagina[44][45], Urszula Honek, Maciej Jakubowiak[46][47].
- 2023 – Łukasz Barys[48], Ivan Davydenko[49], Anna Wakulik[50][51].
- 2024 – Justyna Kulikowska[52], Piotr Sadzik[53], Aga Zano[54][55].
- 2025 – Anna Adamowicz, Antonina Tosiek, Patryk Zalaszewski[34][56].

## Nagroda – Stypendium im. Stanisława Barańczaka – laureaci
- 2015 – Kira Pietrek za poetycki „głos – mocny, radykalny, bezkompromisowy. To jest głos wyjątkowy. Mamy do czynienia z poetką o nieznanym wcześniej temperamencie i niesłychanym brzmieniu”[14].
- 2016 – Magdalena Kicińska, która „wydobywa z cienia Stefanię Wilczyńską, współpracowniczkę Janusza Korczaka”. Pani Stefa, „Reportaż historyczno-biograficzny Magdaleny Kicińskiej potwierdza feministyczną tezę, iż przy każdym wybitnym mężczyźnie stała równie wybitna kobieta”[15].
- 2017 – Małgorzata Lebda, która „napisała książkę wybitną nie tylko w kategorii pisarzy młodych. Matecznik chciałoby napisać wielu poetów uznanych i bardzo dojrzałych, o głośnym nazwisku. Lecz może byłoby to niemożliwe”[16].
- 2018 – Szczepan Kopyt za poezję „która stoi po stronie słabszych, odrzuconych, upokorzonych. Po stronie ludzi, którzy w naszej konsumpcyjnej kulturze są konsumowani, upodleni, zdegradowani”[57].
- 2019 – Tomasz Bąk[58] za książki „zaangażowane, namiętne, krytyczne, lewicowe, skłócone ze światem, pesymistyczne, bo nie dają się nabrać na to, że wszystko idzie ku lepszemu i wygładzają się powierzchnie życia, a zarazem będąc podobnymi są całkiem inne, powiedziane po swojemu, precyzyjne”[59].
- 2020 – Monika Glosowitz[60][61][62] za „spełnienie trzech warunków jednocześnie: teoretyzowania akademickiego, reagowania czytelnego dla odbiorców pozauniwersyteckich, towarzyszenia poetkom i wierszom. Glosowitz wybiera poezję kobiet i sonduje jej działanie, stosując przygotowane wcześniej narzędzia, ale nie forsując jakiejś sztywnej wizji tego, czym jest literatura lub kobieca podmiotowość. Udowadnia, że poezja nie stanowi niszy, stoi w centrum procesów nazywania i działania, a krytyczka może się w te procesy włączać”[63].
- 2021 – Igor Jarek[64][65][66][67][68] za „niesformatowaną energię doświadczenia i języka (...). Czytanie „Halnego” jako diagnozy stanu miejsc poprzemysłowych i pozostawionych w nich samym sobie ludzi to jednak zaledwie pierwszy poryw. Idzie za nim niekoniecznie przeczące socjologicznej interpretacji porwanie drugie: przez rytm, tempo i balladową powtarzalność, naśladującą i fizykalne, i psychiczne działanie zjawiska, którego nie da się sprowadzić do opisu meteorologicznego”[69].
- 2022 – Urszula Honek[70] za tom wierszy „porywająco wrażliwych, oscylujących między obrazami kreślonymi z nadzwyczajnym wyczuciem klimatu, a pomysłem na liryczny cykl, którego osnową byłyby międzywierszowe echa, przypominające się motywy, drobiażdżki porozrzucane to tu, to tam[71]”.
- 2023 – Anna Wakulik[72][73][74][75][76][77] za „dochowywanie wierności tekstowi jako punktowi wyjścia dla teatralnej opowieści. Tworząc historie, dba o strukturę narracji i jej język. Zajmuje się tematami, które wyciągnięte z codzienności i poddane literackiemu przeobrażeniu pozwalają stawiać nowe pytania o to, co znane, ale nie do końca przeżyte, zrozumiane, doświadczone[78]”.
- 2024 – Aga Zano[79][80] za to, że dzięki „jej tłumaczeniom możemy śledzić tworzący się kanon literatury anglosaskiej”[81].
- 2025 – Anna Adamowicz, której książka przywodzi „na myśl niektóre zabiegi awangardowe, jednak nie te, które samolubnie eksponują formalną inwencję, w myśl przekonania, że sztuka jest co najwyżej sztuczką, dekoracyjne, ale te, które pragnęły znieść granicę między ciałem wiersza i ciałem człowieka, dotknąć słowem rzeczy – i rzeczywistością nacechować język”[82][83].

## Odnośniki
- Oficjalna strona internetowa Poznańskiej Nagrody Literackiej
- Poznańska Nagroda Literacka 2017 - informacja UAM
- Poznańska Nagroda Literacka 2017. Laureatami Tadeusz Sławek i Małgorzata Lebda
- Relacja z wręczenia Poznańskiej Nagrody Literackiej 2017
- Prof. Tadeusz Sławek laureatem Poznańskiej Nagrody Literackiej
- Rozmowa z prof. Tadeuszem Sławkiem, laureatem Nagrody im. A. Mickiewicza
- Rozmowa z Małgorzatą Lebdą – laureatką Poznańskiej Nagrody Literackiej – Stypendium im. Stanisława Barańczaka
- Poznańska Nagroda Literacka dla prof. Tadeusza Sławka
- Poznańska Nagroda Literacka 2016
- Zbigniew Kruszyński z Poznańską Nagrodą Literacką!